# Federación de Soles
La Federación de Soles es uno de los cinco Estados Sucesores de la Esfera Interior, región del espacio conocido en el universo de ficción de BattleTech.
Tradicionalmente ha sido el más poderoso y mayor de los Estados Sucesores de la Esfera Interior. Desde su hogar ancestral de Nueva Avalon, los vástagos de la Casa Davion han gobernado los Soles Federados desde su fundación por Lucien Davion en 2317. Mientras trazaban su línea familiar hasta la nobleza francesa e inglesa de la antigua Terra y gobernaban como monarcas constitucionales, los Davion siempre han se posicionaron a sí mismos y a la Federación de Soles como campeones de la libertad, la democracia y las libertades personales en la Esfera Interior. Este punto de vista ha generado un sentido de rectitud en la causa de Davion, sirviendo como fuente de fortaleza y debilidad durante su historia.
Durante un tiempo, los Soles Federados se unieron a la Mancomunidad de Lira para crear un nuevo superestado, la Mancomunidad Federada, que dominó la Esfera Interior durante el siglo 31. Sin embargo, las divisiones internas y otros factores finalmente llevaron a la mitad de Lirana separarse para formar la Alianza Lirana, lo que llevó a la conocida como Guerra Civil de la Mancomunidad Federada. Si bien mantuvo el nombre de Mancomunidad Federada durante varios años después, finalmente volvió a su nombre tradicional como Federación de soles. 

## Historia
Fundada en 2317, La Federación de Soles fue una creación de la familia Davion, una influyente familia noble del mundo de Nueva Avalon. El padre de la Federación de Soles fue Lucien Davion, un maestro político y estadista.
En 2567, la Federación se unieron a la Liga Estelar como el cuarto de sus miembros. Los años de la Liga Estelar fueron relativamente tranquilos con la Federación trabajando con la Liga Estelar para asegurar un reinado de paz y prosperidad que duró cientos de años.
Durante las Guerras de Sucesión, la Federación de soles luchó intensamente con la Confederación de Capela y el Condominio Draconis.
Durante el período 3024-29, se formó un pacto secreto entre la Federación de Soles y la Mancomunidad de Lira, además de la alianza pública entre Hanse Davion y Katrina Steiner se incluía el matrimonio entre la hija de Katrina y Hanse lo cual llevó a que en 3056, se formara oficialmente la Mancomunidad Federada como la unión de ambos reinos. La Mancomunidad de Lira se separó de la alianza en 3057, comenzando la Guerra Civil Mancomunidad Federada. La Federación retomó su antiguo nombre en 3067 bajo la regencia de Yvonne Davion tras la conclusión de la Guerra Civil Mancomunidad Federada.
Inicialmente, la agitación de la Edad Oscura no afectó demasiado a la Federación, que suministró fuerzas para luchar junto a la República de la Esfera contra los disidentes del Senado bajo el mando de Julian Davion. Después de la muerte de Caleb Davion en batalla contra las fuerzas del Condominio Draconis, Julian Davion se convirtió en el nuevo Primer Príncipe, lo que obligó a su rápido regreso a la Federación. Desafortunadamente, un año después de su llegada, la Federación de Soles se enfrentaron a una de las mayores crisis de su historia: las invasiones conjuntas del Condominio Draconis y la confederación de Capela habían logrado capturar Nueva Avalon, Robinson y Nueva Syrtis. Con la Federación al borde de la extinción, Julian lanzó la Operación CEREBUS en 3147, logrando recuperar Nueva Syrits aunque a un gran costo.

## Política
Dentro del universo ficticio de battletech la Federación de Soles, (también conocida como "la Federación" por su ciudadanía) ha cambiado significativamente desde su fundación original como una coalición flexible de mundos que se unen para la defensa y el comercio mutuos. Originalmente, cada mundo envió delegados para servir en un Alto Consejo que elegiría entre ellos un presidente, y ambos compartían el mismo poder. Sin embargo, las dificultades de llevar a cabo una democracia representativa a distancias interestelares, combinadas con las maquinaciones políticas de la familia Davion, llevaron a que la Presidencia se convirtiera esencialmente en una monarquía que estaba prácticamente reservada para los Davion. Simon Davion formalizó esta situación en marzo de 2418 al remodelar la nación en cinco Principados, también conocidos como Marcas, cada uno encabezado por un Príncipe y dirigido por un solo Primer Príncipe; el primer Primer Príncipe de este tipo fue el mismo Simon Davion. Debajo de cada Príncipe había un sistema de ducados, margraves, condados y baronías y se creó una nueva clase de individuos titulados, cada uno de los cuales estaba sujeto a la designación del Príncipe de su respectiva marcha. Esta reforma formalizó el sistema neofeudal que ya había estado creciendo en toda la región desde la historia temprana de New Avalon. A raíz de la Guerra Civil de Davion, Alexander Davion eliminó las otras posiciones principescas, dejando al Primer Príncipe como único gobernante de los Soles Federados. Sin embargo, el sistema aristocrático de gobierno que Simon Davion había establecido permaneció, habiéndose establecido firmemente durante el siglo anterior con la aceptación del pueblo.
Si bien la nobleza tiene las palancas del poder a nivel nacional, los gobiernos planetarios y locales generalmente tienen una gran autonomía en la forma en que funcionan: la mayoría de los planetas se basan en un sistema parlamentario similar al del antiguo Reino Unido de Terra, mientras que otros podrían adoptar cualquier cosa, desde el comunismo democrático hasta la dictadura en toda regla. Aunque la nobleza técnicamente podría tener el poder absoluto en los Soles Federados, la mayoría de los nobles son lo suficientemente inteligentes como para reconocer que ir en contra de la voluntad de la gente significará rápidamente su caída política. Como tal, mientras se recauden impuestos y sus propiedades personales no estén en peligro, la mayoría de los nobles no interferirán con las decisiones del gobierno local a menos que sea absolutamente necesario. La única excepción son aquellos planetas colocados bajo un gobierno militar, ya sea debido a una rebelión reciente o por haber sido capturados del enemigo, o aquellos mundos sujetos a las Acciones de Zona de Guerra de 2787.
Los derechos de los ciudadanos de la Federación están consagrados en su constitución, el Pacto Crucis original que creó la Federación Soles. Conocidas como las Seis Libertades, son: el derecho a la libertad personal, a poseer propiedades, a poseer armas, a esperar un trato justo, a la privacidad y a participar en el gobierno planetario. Dichos derechos están garantizados por el gobierno nacional, asegurando que la libertad de religión y de expresión reemplacen cualquier ley aplicada por los gobiernos locales. Esto también incluye el derecho a solicitar la destitución de un noble que no es digno de su cargo, o a emprender acciones directas para que lo destituyan (lo que, aunque no es un derecho formal, se considera una tradición consagrada).

### Primer Príncipe
El Primer Príncipe es el líder de la Federación de Soles y el Comandante en Jefe de las Fuerzas Armadas de la Federación de Soles (FAFS). El Primer Príncipe tiene derecho a nombrar o destituir a cualquier noble o funcionario del gobierno y puede gobernar por decreto, aunque existen algunos límites en lo que respecta a los derechos y libertades de la nobleza y el pueblo. Solo un miembro de la Casa Davion puede convertirse en Primer Príncipe, pero solo si ha cumplido los 20 años de edad y ha servido al menos cinco años en el ejército. Más allá de sus poderes oficiales, gran parte de la fuerza del Primer Príncipe reside en la riqueza personal de la Casa Davion. Si bien las cifras oficiales no se hacen públicas, en 3025 se creía que poseían vastas propiedades territoriales en al menos una docena de mundos (incluidos los llamados 'Cinco Dorados') y eran accionistas principales en al menos veinte grandes corporaciones. El Primer Príncipe también puede otorgar el título de Campeón del Príncipe a cualquier individuo, tradicionalmente un Mariscal de Campo senior de AFFS que sea un amigo de confianza o un miembro de la familia, para actuar con su autoridad en asuntos militares y políticos cuando el Primer Príncipe no esté disponible. Cabe señalar que el término "Príncipe" es neutral en cuanto al género en su uso de la Federación de Soles, aunque tanto Katherine Steiner-Davion como Yvonne Steiner-Davion se autodenominaron la "Princesa" feminizando sus títulos ("Princesa-Arconte" y " Princesa Regente", respectivamente).
El Primer Príncipe también está rodeado por la Corte Real, un término que se refiere a dos conceptos distintos. El primero es el complejo de edificios físicos que rodea el Palacio Real en Nueva Avalon, en el que se encuentran los Ministerios que se encargan del funcionamiento de la Federación. La segunda es la temporada social que se lleva a cabo cada primavera durante tres meses, donde la nobleza y los líderes políticos de todo el reino son invitados al Palacio Real para participar en grandes bailes, cacerías y algunos juegos de azar.

### Consejo privado
Creado por Alexander Davion como alternativa al Alto Consejo, el Consejo Privado es un grupo de los más altos asesores del Primer Príncipe y es extremadamente importante en la gestión de los asuntos cotidianos del estado. Actuando como un consejo asesor del Primer Príncipe, el Consejo Privado recibió muchos de los poderes que alguna vez tuvo el Alto Consejo: recomendar nombramientos militares y gubernamentales, supervisar el funcionamiento de la burocracia estatal y determinar la línea de sucesión o el nombramiento de un regente tras la muerte o jubilación del Primer Príncipe.
El  Consejo Privado es un organismo pequeño y la mayoría de sus miembros residen en NuevaAvalon, lo que le permite reaccionar rápidamente ante nuevos eventos, aunque cuando es necesario, los miembros también pueden facultar a alguien para hablar en su nombre. De los militares forman parte de este consejo el Campeón del Príncipe, el Mariscal de los Ejércitos y los jefes de los ocho departamentos militares (los directores de las Marcas militares también pueden sentarse como asesores sin derecho a voto). El presidente y un miembro electo del Consejo Superior también forman parte del Consejo Privado. Por último, los Ministros a cargo de cada uno de los ocho Ministerios que supervisan el gobierno de la Federación de Soles también forman parte del Consejo Privado.

### Alto Consejo
El Alto Consejo fue anteriormente un órgano de gobierno con su presidente al frente y, durante un tiempo, era el Primer Príncipe de la Federación de Soles. Cada mundo miembro y mundo asociado estuvo representado en el Consejo con un delegado y, de entre sus miembros, elegían un presidente para servir como presidente vitalicio o hasta que un juicio político por tres cuartas partes del Alto Consejo lo destituyera. Tenía el poder de nombrar representantes ante gobiernos extranjeros, aprobar tratados y promulgar leyes. A medida que el Alto Consejo crecía en tamaño, las limitaciones de los viajes y las comunicaciones interestelares lo hicieron lento y difícil de manejar para responder a nuevos eventos, mientras la perspicacia política de la familia Davion le iba sustrayendo sus atribuciones. El Alto Consejo finalmente se convirtió en nada más que un sello de goma para los Davion, hasta que comenzó a fallar incluso en esa tarea, ya que se empantanó en maniobras parlamentarias. Si bien la mayoría de sus poderes se han transferido desde entonces al Primer Príncipe y al Consejo Privado, el Alto Consejo todavía actúa como un foro para debatir políticas, presentar recomendaciones y promulgar cambios normativos.

### Las Marcas
La estructura administrativa interna de la Federación de Soles ha cambiado varias veces durante su historia. En el período anterior a la formación de la Confederación de Capela, la región dentro de la cual existían las diversas naciones y proto-estados como la Supremacía de Sarna y la Gran Unión de Tikonov se conocía como la Zona de Capela; la región fronteriza colindante con la zona de Capela se conocía como la Marcha de Rimward antes de ser conocida como la Marcha de Capelan.
Las reformas llevadas a cabo por Simon Davion llevaron a la creación formal de cinco Marchas: Marcha Capelense, Marcha Crucis, Marcha Draconis, Marcha Exterior y Marcha Terrana, y cada una se subdividió en varios sectores administrativos supervisados por una nueva clase de nobleza. El gobierno de algunas de las Marcas cambió notablemente durante la Era de la Guerra; la familia Varnay llegó al poder dentro de la Marcha de Capelense con el nombramiento de Richard Varnay para el cargo de Príncipe de la Marca de Capela durante el reinado de Ellen Davion como un medio para destituirlo de los cargos de Canciller de New Avalon y Condestable de la marca de Crucis debido a su ambición de convertirse en Primer Príncipe. Los Varny gobernarían la Marca de Capela hasta su derrota durante la Guerra Civil de Davion en 2537.
Otra rama de la familia Davion llegó a gobernar la Marca Draconis tras la decisión de 2514 de nombrar a la hermana del primer príncipe William Davion, Laura Davion, heredera de Vladimir Kerensky, el anciano príncipe sin hijos. Laura Davion solo gobernó la Marcha de Draconis hasta 2533, cuando se suicidó después de la derrota de sus fuerzas por Alexander Davion en la capital de Marca, Tancredi IV durante la Guerra Civil de Davion.
Poco después del nombramiento de Laura Davion para gobernar la Marcha Draconis, el gobierno de la Marca Terrana pasó de la familia Leighton con la muerte del Príncipe Charles Leighton y su familia en una redada de la Hegemonía Terrana en la capital de Marca, Robinson. El general Nikolai Rostov de las Fuerzas Federadas de Mantenimiento de la Paz fue nombrado Príncipe por el Consejo de Regentes, pero la familia Rostov gobernaría la Marca Terrana durante sólo dos generaciones; Nikolai Rostov murió en batalla durante la Guerra Civil de Davion y fue sucedido por su hijo Dmitri Rostov solo para que Dmitri fuera asesinado por Alexander Davion tras la rebelión abierta de Dmitri contra los esfuerzos de Alejandro para reformar la estructura de la Federación de Soles en las etapas finales de la Guerra Civil de Davion.
Cuando terminó la Guerra Civil de Davion, solo dos de los cinco Príncipes de la Federación de Soles aún estaban vivos: el Primer Príncipe Alexander Davion de la Marca Crucis y el Príncipe Nuno Gutiérrez de la Marca Exterior, quien desde su mundo capital, Filtvelt, había conservado la Marca Exterior al margen de la Guerra Civil. Alexander Davion reestructuró la Federación de Soles, disolviendo las Marcas Exterior y Terrana, para en su lugar de subdividir el reino en solo tres Marcas: la Marca Capelense, la Marca Crucis y la Marca Draconis, un sistema que permanecería vigente hasta finales del siglo treinta y uno. Los gobernantes de las Marcas Capelense y Draconis se subordinaron al Primer Príncipe, dejando al Primer Príncipe como el noble más alto de la Federación de Soles y el oficial militar de más alto rango. Cada marca se dividió en varias zonas con fines administrativos, al igual que las marcas se dividieron en teatros y zonas de defensa polimorfa con fines militares.
La administración de la marca Draconis pasó a la Casa Sandoval después de la Guerra Civil de Davion; los Sandoval eran una familia noble significativa en Robinson, y obtuvieron el control de facto de la capital de la Marca Terrana mientras le daban la espalda resueltamente a Dmitri Rostov, un acto de lealtad y apoyo que se vio recompensados por Alexander Davion. La Marca Capelense fue gobernada por una serie de familias nobles durante la era de la Liga Estelar, con una familia reemplazando a otra en rápida sucesión, debido a luchas políticas internas y conflictos personales durante la era de la Liga Estelar y posteriormente al desgaste en la Primera Guerra de Sucesión, un conflicto que vio a cuatro señores de la marca muertos en batalla y dos más heridos tan gravemente que tuvieron que dimitir. En 2829 la casa Hasek se convirtió en la familia gobernante de la Marca Capelense, una familia antigua y bien establecida dentro de la Federación de Soles, con el nombramiento del coronel Damien Hasek a los títulos de Duque de Nueva Syrtis y Ministro de la marca Capelense.
El siguiente cambio importante en la estructura administrativa se produjo con la creación de una nueva Marca de la Periferia por orden de la Princesa Regente Yvonne Steiner-Davion después de la Jihad; incorporando las regiones periféricas de las áreas operativas de Chirikof y Markesan de la Marcha Crucis, así como la PDZ de Milligan y Woodbine de la Marca Draconis y la PDZ de Warren de la Marca Capelense, la Marca de la Periferia quedó al cargo del Duque Raymond-Roger Marsin y la capital de la marcase estableció en June.

## Fuerzas Armadas
Dentro del universo ficticio de Battletech la Federación de Soles, en términos de fuerza militar es una de las naciones más poderosas de la Esfera Interior. Los Primeros Príncipes de la Casa Davion siempre han estado comprometidos con las Fuerzas Armadas de la Federación, una fuerza altamente entrenada, disciplinada y profesional que se beneficia enormemente de los avances tecnológicos del Instituto de Ciencias de New Avalon. Se requiere que todo posible heredero de la casa Davion, sirva en el ejército para ser elegible para el título de Primer Príncipe.
La FAFS ha experimentado varias reformas importantes durante los siglos de su existencia; más recientemente, el daño infligido durante la Jihad resultó en una necesidad desesperada de ajustarse para seguir siendo efectivo a medida que aumentaban las pérdidas y la Palabra de Blake devastó la base industrial de la Federación.
La principal característica que distingue a la FAFS de los otros ejércitos de la Esfera Interior ha sido durante mucho tiempo la eficiencia organizativa con la que opera. Esto es evidente en la forma en que los elementos dispares de las fuerzas armadas se coordinan y trabajan juntos, un espíritu compartido de trabajo en equipo que hace que el todo sea más importante que la suma de las partes individuales. En la primera mitad del siglo 31, el Primer Príncipe Melissa Davion capitalizó esto cuando inventó la organización militar FAFS conocida como Equipo Regimental de Combate, que no debe confundirse con la organización mucho anterior Fuerzas de Defensa de la Liga Estelar del mismo nombre. Durante la Jihad de la Palabra de Blake, la necesidad llevó al Mariscal de los Ejércitos Jon Davion a introducir una nueva formación basada en muchas de las mismas propiedades y capacidades que hicieron que el ERC fuera efectivo.
La primera brigada en hacer uso del nuevo modelo del Equipo de Combate Ligero fueron los Husares de Avalon, cuyo desempeño en la nueva organización combinado con la portabilidad y flexibilidad del ECL lo convirtió en el modelo para el FAFS en la era post-Jihad. Con muchos comandos de primera línea reformados en ELC, algunas formaciones permanecieron en el formato ERC más grande para actuar como el gran bastón para tratar con vecinos particularmente problemáticos. La facilidad con la que se hicieron las reformas es tanto un testimonio del éxito de la ELC como una declaración escalofriante sobre el daño infligido a los altos cargos de la FAFS por la Jihad. Con importantes reformas en curso y oficiales talentosos promovidos en dos o incluso tres rangos debido al número de puestos vacantes, la reorganización llevada a cabo a principios de la década de 2130 marcó el cambio más grande en la estructura de la AFFS desde su incorporación inicial.

## Economía
El gran tamaño de la Federación, tanto en términos de territorio como de población, hacen que en el universo ficticio de Battletech históricamente haya tenido un increíble potencial de crecimiento en comparación con los otros Estados Sucesores. Desafortunadamente, este mismo tamaño también ha sido su mayor inconveniente: con recursos repartidos en cientos de años luz en el espacio, puede ser difícil explotar esos recursos y llevarlos al mercado de manera oportuna. Esto a pesar de contar en 3025 con la mayor flota comercial de la Esfera Interior. La unión con la Mancomunidad de Lira, la mayor economía de los estados sucesores y la creación del Instituto de Ciencias de Nueva Ávalon, trajeron consigo una breve edad de oro de crecimiento económico y recuperación de los estragos de las Guerras de Sucesión, aunque el inicio de la invasión de los Clanes y la guerra civil puso fin a eso.
La economía de la Federación se basa en principios capitalistas, pero aunque las grandes corporaciones interestelares pueden ocupar un lugar destacado, son las pequeñas empresas las que constituyen la mayor parte de su producto nacional bruto. La casa Davion también ha defendido los derechos de los trabajadores y se ha esforzado por equilibrar las necesidades del pueblo con los intereses especiales de los ricos. La Cancillería del Tesoro, una subdivisión del Ministerio de Medios y Arbitrios, no solo es responsable de acuñar la libra de la federación de soles, sino también de regular y hacer cumplir las leyes económicas, como fijar las tasas de interés nacionales, recaudar impuestos y supervisar las acciones y el intercambio de productos básicos a través de la Federación. Esto incluye el envío de alguaciles de política económica, conocidos coloquialmente como policía empresarial, que tienen la autoridad para revocar las leyes económicas del planeta y arrestar a los infractores en nombre de la Federación.
A pesar de las reglas y regulaciones para mantener el poder bajo control, los líderes empresariales aún pueden ejercer una influencia enorme en las políticas públicas, contribuyendo directamente a las campañas políticas y formando "grupos asesores" para presionar en su nombre. Tal es el caso de que muchos aparentemente pueden actuar con impunidad durante años antes de que el clamor público fuerce la respuesta del gobierno, y se puede llevar a muchos ciudadanos por pensar que estos capitanes de la industria pueden imponer condiciones incluso al Primer Príncipe. En marcado contraste, el poder de los sindicatos se ha visto severamente restringido desde los primeros días de la Federación, cuando los más poderosos podían incluso comprar y vender nombramientos políticos en la mayoría de los mundos importantes. Los sindicatos se extralimitaron durante los primeros años de las Guerras de Sucesión, cuando el Congreso Unido de Trabajadores del Acero y Servicios se declaró en huelga. Con la supervivencia de la nación en juego, el Primer Príncipe Paul Davion declaró ilegal la huelga, arrestó a los líderes y disolvió definitivamente el CUTAS. Se prohibió a todos los sindicatos realizar contribuciones políticas, al igual que cualquier otra huelga laboral que pudiera afectar a una industria vital.

## Sociedad y cultura
En el universo ficticio de Battletech, la Federación de Soles presenta un contraste interesante entre lo que representa y sus acciones. Por un lado, los ciudadanos de la Federación disfrutan de muchas libertades que se les niegan a las personas en otros lugares de la Esfera Interior y más allá: la libertad de expresarse, de practicar la religión que deseen, de participar en el gobierno y afiliarse a partidos políticos. Incluso los menos acomodados se enorgullecen de sus derechos constitucionales y los contrastan con lo que ven como una virtual esclavitud sufrida por quienes se encuentran en circunstancias similares en los reinos vecinos. Sin embargo, una mirada más profunda a las acciones y la historia de la Federación arroja dudas sobre su pretensión de ética democrática. El idealismo a menudo ha tenido que dar paso a la practicidad, con la estratificación de la sociedad (especialmente en lo que respecta a la influencia de la élite guerrera) haciendo que la Federación este menos abierta a la democracia pura de lo que se afirma. La disparidad económica entre ricos y pobres es muy pronunciada dentro de la Federación, y los ricos prestan poca atención a los necesitados (ya sea porque creen que todos viven en forma próspera o solo ellos  tienen la culpa de su condición).
Parte de la culpa recae en el tamaño de la Federación: en 3025 el reino incluía más de 500 sistemas estelares habitados repartidos en cientos de años luz de espacio, lo que presenta una tarea que sobrecargaría a la mayoría de los servicios sociales. Sin embargo, esto no se ve ayudado por el hecho de que los gastos militares constituyen una parte significativa del presupuesto nacional, dejando relativamente poco para otros servicios. Una actitud pro-militar reforzada por la educación pública significa que pocos están dispuestos a criticar este estado de cosas o reconocerlo como un problema. De hecho, el orgullo tanto por sus libertades como por el ejército que las defiende lleva a muchos ciudadanos de la Federación a la arrogancia, creyendo que su forma de vida es moralmente superior y menospreciando a aquellos que aún no han adoptado sus formas ilustradas.
Esta dicotomía también se puede ver en el sistema educativo de la Federación. A pesar de los estragos de las Guerras de Sucesión, en 3025 la Federación de Soles contaba con 50 universidades y otros institutos de educación superior, todos considerados como los mejores centros de aprendizaje de la Esfera Interior. Quizás el más famoso de ellos es el Instituto de Ciencias de Nueva Ávalon, fundado por Hanse Davion con el objetivo específico de recuperar la tecnología perdida en los trescientos años de luchas prácticamente continuos que implicaron las Guerras de Sucesión. Dentro de las dos décadas de la fundación del Instituto, la Federación (y por extensión la Mancomunidad Federada) podrían afirmar ser los militares más avanzados tecnológicamente entre los Estados Sucesores, con muchos de estos avances llegando al sector civil para elevar el nivel de vida general. Al mismo tiempo, históricamente la Federación ha tenido la tasa de educación más baja de todos los Estados Sucesores. Con la educación pública en gran parte en manos de los gobiernos locales, esto naturalmente ha llevado a diferentes oportunidades y resultados. Como tal, mientras que alguien que vive en uno de los llamados 'Mundos Dorados' puede tener acceso a las mejores academias que el dinero puede comprar, una persona que vive en uno de los planetas subdesarrollados podría tener suerte si tiene acceso a la educación primaria. Esfuerzos como los de Vagabond Schools para combatir este problema han tenido resultados mixtos.
En el universo ficticio de Battletech, la Federación de Soles se compromete a permitir la libertad de religión a sus ciudadanos, y aunque se practica una variedad de religiones antiguas y nuevas, seis de ellas se consideran más prominentes que las demás. La que mayor profusión tiene es el cristianismo, dividida en gran cantidad de credos y sectas, divididas en gran medida entre el protestantismo y el catolicismo (incluida la división adicional durante el golpe contra la Liga Estelar de Stefan Amaris entre el catolicismo romano y la Iglesia católica de Nueva Ávalon). Los practicantes del Islam se concentran principalmente a lo largo de la frontera con el Condominio Draconis; mientras que las sectas sunita y chií sufren poca discriminación, los azami tienden a enfrentar una mayor persecución por su atribuida lealtad al Condominio. Por la misma razón, los budistas han sido objeto de discriminación durante los momentos en que la Federación ha sido amenazada por el Condominio o la Confederación de Capela, aunque los Davion se han esforzado por combatir esas actitudes. El judaísmo mantiene una presencia pequeña pero activa en la Federación de Soles y se centra en y alrededor del mundo de Robinson. Del mismo modo, el hinduismo es más activo en el área del espacio de Davion, que una vez ocupó el Colectivo Unido Hindú. Por último, está el Movimiento del Libro Inacabado, que busca incorporar la sabiduría de múltiples religiones en una obra general, el también llamado Libro inacabado.